# Драгомирово (област Велико Търново)
Вижте пояснителната страница за други значения на Драгомирово.
Драгомѝрово е село в Северна България, община Свищов, област Велико Търново.

## География

### Местоположение
Село Драгомирово се намира в средната част на Дунавската равнина, на 7 – 8 км южно от река Дунав, 13 – 14 км югозападно от общинския център град Свищов и около 57 км северозападно от областния център град Велико Търново.
Съседни на Драгомирово са селата: Морава – около 7 км на югозапад; Стежерово – около 8 км на запад; Българско Сливово – около 5 км на североизток; Козловец – около 9 км на изток-югоизток; Овча могила – около 9 км на юг.

### Топография
Драгомирово е разположено в обширна плитка долина с полегати склонове към околните полета, които се издигат над нея на 40 – 50 м откъм западната и на 60 – 70 м откъм източната ѝ страна. Долината е отворена от север и от юг. През нея тече на север малката река Барата, разделяща селото на две несиметрични части, от които източната е значително по-малка.
От изток непосредствено покрай селото, както и близо до него по източния склон на долината и в полето нататък, има ивици горски насаждения, една от тях дълга около 3 км и няколко по-къси, ориентирани в посоки югоизток – северозапад и изток – запад.
Дъното на долината, където основно е разположено селото, е сравнително равно, със съвсем леко снижаване – около 0,1%, от юг на север и повишение – 3 – 4% и повече, на запад и изток.
През селото преминават третокласният републикански път 302 и железопътната линия Свищов – Троян.

### Климат
Климатът е характерният за Северна България умерено континентален, с горещо и сухо лято и студена зима, с малко валежи, средно 537 л/кв.м за годината. В този район на Дунавската равнина, граничещ с източната ѝ част и с изключително равнинната Влашка низина северно от Дунав, са по-изразени зимните североизточни ветрове, пренасящи иззад планината Урал най-студените въздушни маси, нахлуващи в България. Разположението на селото в за̀вета на долината, както и горската растителност върху източния ѝ склон, смекчават в известна степен тяхното климатично влияние.

### Население

#### Численост
| Година | 1893 | 1900 | 1910 | 1920 | 1926 | 1934 | 1946 | 1956 | 1965 | 1975 | 1985 | 1992 | 2001 | 2011 |
| Брой   | 1198 | 1310 | 1716 | 2016 | 2512 | 2953 | 3090 | 2605 | 2356 | 1843 | 1357 | 1228 | 989  | 706  |

#### Етническа структура
При преброяването на населението към 1 февруари 2011 г., от обща численост 706 лица, за 590 лица е посочена принадлежност към „българска“ етническа група и за 19 – към „турска“. 

#### Възрастов състав
| Общо | Възрастови групи (в навършени години) | Възрастови групи (в навършени години) | Възрастови групи (в навършени години) | Възрастови групи (в навършени години) | Възрастови групи (в навършени години) | Възрастови групи (в навършени години) | Възрастови групи (в навършени години) |
| Общо | 0 – 4                                 | 5 – 14                                | 15 – 19                               | 20 – 39                               | 40 – 64                               | 65 – 74                               | 75 +                                  |
| 706  | 17                                    | 46                                    | 14                                    | 106                                   | 218                                   | 144                                   | 161                                   |

#### Икономическа активност
| На 15 и повече години | Икономически активни | Икономически активни | Икономически активни | Икономически неактивни |
| На 15 и повече години | Общо                 | Заети                | Безработни           | Икономически неактивни |
| 643                   | 189                  | 142                  | 47                   | 454                    |

## История

### Име на селото
Селото – тогава с име Делѝ Сюлю̀ – е в България от 1878 г. Преименувано е на Драгомирово с Указ № 249 от 23 ноември 1884 г.  – в чест на руския генерал Михаил Иванович Драгомиров, командващ 14 пехотна дивизия, първа форсирала река Дунав при Свищов през нощта на 26 срещу 27 юни 1877 г. и установил за известно време щаба си на това място.

### Предосвобожденски период
До Руско-турската война от 1877 – 1878 г. село Дели Сюлю е мюсюлманско, основано през първата половина на 16 век и заселено с турци, а след Кримската война 1853 – 1856 г. турското правителство заселва на това място и кримски татари, както и черкези и абхазци от Кавказ.
Препитанието на новите заселници е от скотовъдство, най-вече отглеждане на коне, както и от грабежи. В началото на лятото на 1877 г., заради нарасналата заплаха руските войски да форсират Дунав и да започнат бойните действия на обявената война, мюсюлманите напускат селото, като разоряват при това с грабежите си малкото негови български жители, както пише очевидецът, руският писател – доброволец във войната Всеволод Гаршин.

### Следосвобожденски период
Селото е едно от петте села, заедно с Асеново, Брегаре, Бърдарски геран и Гостиля, в които се заселват банатски българи завърнали се след Освобождението 1878 г. от областта Банат на Австро – Унгария в земята на своите предци.
Според записките на първия банатски българин – заселник Иван Василчин, през 1879 г. в селото има 24 български къщи на православни българи от Пиринска Македония и балканджии, заселени преди и по време на войната.
По съвет от кореспонденцията със своя родственик Фердинанд Дечев, също банатски българин, живеещ в тази част на България от 1866 г. и познаващ добре района на Свищов, през 1879 г. банатският българин Никола Василчин от Бешенов идва в България и оглежда запуснатото село Дели Сюлю и неговите околности. Намира мястото пригодно за живеене; освен това е само на час и половина път от павликянското католическо село Ореш, от където произхождат много банатски български родове. През 1881 г. неговият син Иван Василчин довежда в България семейството си и е оземлен в Дели Сюлю с акт № 1499 от 1 октомври 1881 г. През 1882 г. го последват и други фамилии от Бешенов. Междувременно от Румъния се преселват няколко десетки семейства от павликянските католически села край Букурещ и източно православни българи от северното крайбрежие на Дунав.
В село Драгомирово, още с началото на населването му с българи след Освобождението, се обособяват три основни махали, две от които католически, наречени банатска – на банатските българи с енорийски храм „Пресветото сърце Исусово“ (построен през 1888 г.), букурещка – на българи-павликяни, завърнали се от селата Попещ Леордени и Чопля (впоследствие квартал на Букурещ) с енорийски храм „Свети Петър и Павел“ (построен през 1922 г.), и православна („влашка“) с енорийски храм „Св. Иван Рилски" – основана от православните българи – преселници от Влашко през 30-те години на 20 век. В православната махала освен българи от Влашко се заселват и балканджии, а през 1922 г. – и бежанци от Вардарска Македония. Между отделните махали и лидерите им започва борба за приоритет, достигаща на моменти до ръкопашни схватки. През 1934 г., Драгомирово има население от 1754 православни и 1204 католици. Вероизповедната картина допълнително се усложнява от макар и ограниченото влияние в селото на отделни протестантски църкви, каквито са назаренци, петдесятници и треперисти.

## Население
Преброяване на населението през 2011 г.
Численост и дял на етническите групи според преброяването на населението през 2011 г.:
|                     | Численост | Дял (в %) |
| Общо                | 706       | 100,00    |
| Българи             | 590       | 83,56     |
| Турци               | 19        | 2,69      |
| Цигани              | 0         | 0,00      |
| Други               | 0         | 0,00      |
| Не се самоопределят | 0         | 0,00      |
| Неотговорили        | 92        | 13,03     |

## Обществени институции
Към 2019 г. село Драгомирово е център на кметство Драгомирово. 
Читалище „Просвета – Драгомирово 1912“ към 2019 г. е действащо, регистрирано е под № 2263 в Министерство на културата на Република България. 
Църквата „Свети апостоли Петър и Павел“ (Католицизъм – западен обред) е постоянно действаща. 
Църквата „Пресвето Сърце Исусово“ (Католицизъм – западен обред) е постоянно действаща. 
Църквата „Свети Йоан Рилски“ (Православие) е действаща само на големи религиозни празници. 
В селото има пощенска станция и железопътна гара по линията Свищов-Левски-Троян. 

## Редовни събития
Ежегодно в първата събота и неделя на месец ноември се провежда селският сбор.
На Тодоров ден има кушии – надбягване с каруци в центъра на селото по главната улица.

## Личности
В Драгомирово е роден през 1938 г. чл.-кор. на БАН, проф., д-р Йордан Йорданов, стоматолог, антрополог, създател и първи директор в периода 2007 – 2010 г. на Националния антропологичен музей към Института по експериментална морфология, патология и антропология към БАН. Баща му бил директор на едно от трите училища в Драгомирово, а майка му – учителка.